# Clanculus miniatus
Clanculus miniatus is een slakkensoort uit de familie van de Trochidae. De wetenschappelijke naam van de soort is voor het eerst geldig gepubliceerd in 1838 door Anton als Trochus miniatus.